# Ngabetan
Ngabetan is een bestuurslaag in het regentschap Gresik van de provincie Oost-Java, Indonesië. Ngabetan telt 3247 inwoners (volkstelling 2010).